# Ukrajinska Prawda

Ukrajinska Prawda (ukrainisch Українська правда, wörtlich Ukrainische Wahrheit) ist eine von Heorhij Gongadse im April 2000 gegründete, ukrainische Online-Zeitung.

## Geschichte
Die Zeitung entstand als Reaktion auf die zunehmend schwieriger werdende Lage für ukrainische Journalisten, unter der Regierung Leonid Kutschma unabhängig zu arbeiten. Um der Zensur zu entgehen, wichen sie daher auf das Internet aus. Ukrajinska prawda kennzeichnete sich vor allem durch eine kritische Berichterstattung über Korruption unter den führenden Politikern und zog sich schnell Feinde aus der wirtschaftlichen und politischen Elite des Landes zu.
Der Gründer Heorhij Gongadse verschwand im September 2000, nachdem er sich an das Innenministerium gewandt hatte, um zu melden, dass er überwacht und verfolgt werde. Seine Leiche wurde zwei Monate später enthauptet aufgefunden, was zu großem Aufruhr in der ukrainischen Bevölkerung führte und schließlich in den Kassetten-Skandal um Präsident Leonid Kutschma mündete.
Ukrajinska Prawda spielte eine große Rolle in der Vorbereitung und Durchführung der Orangen Revolution, während der Präsidentschaftswahlen im Jahre 2004. Sie war eine der letzten verbliebenen, unabhängigen Berichterstatter und veröffentlichte, abweichend von den staatlichen Fernsehsendern, die Ergebnisse der parallelen Stimmauszählung von Opposition und ausländischen Wahlbeobachtern.
Nach den Ereignissen der Orangen Revolution versteht sich die Online-Zeitung bis heute als eine Verfechterin der „orangen“ Ideen und verfolgte auch während der Präsidentschaft Wiktor Juschtschenkos (2005–2010) einen regierungskritischen Kurs. Sie kritisierte auch die Präsidentschaft des pro-russischen und zunehmend autoritären Wiktor Janukowytsch (2010–2014). Die Zeitung gehörte danach zu den Unterstützern des Euromaidan.
Mit dem aus Belarus stammenden Pawel Scheremet wurde im Juli 2016 ein zweiter Journalist des Mediums ermordet. Der Mord wurde bisher nicht aufgeklärt, eine Beteiligung belarussischer Geheimdienste wird vermutet.
Angeregt durch die Ukrajinska Prawda entstanden später weitere ukrainische analytische Online-Zeitungen. Die wichtigsten drei gehen personell wie sachlich so wie diese zurück auf politisch-kulturelle Gruppierungen und Publikationen in Lemberg: Zaxid.net, Zbruč und Postup.
Im Mai 2021 verkaufte die bisherige Eigentümerin Olena Prytula 100 Prozent ihrer Anteile an Dragon Capital, eine ukrainische Investment-Gesellschaft. Die Parteien vereinbarten, dass die redaktionelle Politik des Blattes unverändert bleibt. Eigentümer von Dragon Capital ist der tschechische Bankier Tomáš Fiala, der dauerhaft in der Ukraine lebt.

## Chefredakteure
- 2000: Heorhij Gongadse, Olena Prytula (Stellvertreterin)
- 2000–2014: Olena Prytula, Serhij Leschtschenko (Stellvertreter)
- seit 2014: Sewhil Mussajewa